# 玉光堂
株式会社玉光堂（ぎょっこうどう）は、ディスク製造事業、出版事業、物流・流通加工事業、セールスプロモーション事業、知育玩具事業、卸売事業、印刷事業、プラスティック成型事業、音楽映像ソフトリテール事業を展開する総合エンタテインメントカンパニー。音楽映像ソフトリテール事業は東日本・北海道を中心に、北海道で「玉光堂」、東日本で「バンダレコード」、甲信地域で「ライオン堂」の屋号で出店している。本社は東京都墨田区石原、北海道札幌市に札幌支店、山梨県、群馬県にプレス、加工工場、千葉県に物流センターを置いている。2022年4月に持株会社の株式会社玉光堂ホールディングスを設立。

## 概要
2002年2月、株式会社メディアリンクス設立。
2018年9月、北海道小樽市創業の音楽映像ソフト販売（以下CDショップ）チェーンの株式会社玉光堂を子会社化。
2019年3月、メディアリンクスが玉光堂を吸収合併して社名を株式会社玉光堂に変更。
2019年現在、玉光堂の屋号で18店舗、バンダレコード他の屋号で33店舗のCD・DVD・楽器ショップを運営し、通信販売をアマゾン・ヤフー・楽天などで展開している。

## 沿革
北海道小樽市が発祥の老舗企業だったが、最近のCD市場縮小の影響で複雑な経緯をたどっている。
- 1942年8月 - 玉光堂（初代）を創業。
- 1951年6月 - 玉光堂が株式会社へ改組。
- 1962年 - バンダレコード創業[2]。
- 2002年2月 - 株式会社メディアリンクスを設立。
- 2007年11月 - 玉光堂が株式会社星光堂の子会社となる[3]。
- 2011年 - 玉光堂が株式会社バンダレコードを子会社化[2]。
- 2014年、玉光堂が株式会社バンダレコードを吸収合併[3]。
- 2018年3月 - 株式会社星光堂が会社分割して株式会社ハピネットが設立した株式会社星光堂マーケティング（現・株式会社ハピネット・メディアマーケティング）へ業務を移管[4]。その後、星光堂は株式会社板橋開発へ商号変更した後2018年12月に解散決議し清算されている[5]。
- 2018年9月 - 株式会社メディアリンクスが100％出資で株式会社玉光堂（2代目）を設立。株式会社星光堂マーケティングから玉光堂事業の業務を承継。株式会社玉光堂（初代）は休眠状態となる[3]。
- 2019年1月 - 株式会社玉光堂（初代）が商号を株式会社小樽管財へ変更[3]。
- 2019年3月 - 株式会社メディアリンクスが株式会社玉光堂（2代目）を吸収合併、商号を株式会社玉光堂（3代目）へ変更[6]。株式会社小樽管財が株主総会の決議により解散[3]。
- 2019年6月 - 株式会社小樽管財の特別清算開始[3]。

## 店舗一覧

### 玉光堂
CDショップ&楽器店
- 玉光堂MEGAドン・キホーテ函館店
- 小樽本店
- 四丁目（札幌市中央区）
- 北見
- カテプリ新さっぽろ - JR新札幌駅高架下に独立した店舗があったが閉店。その後、カテプリ新さっぽろにテナントとして再出店。
- セレオ甲府
- イオン
  - 千歳
  - 江別
  - 岩見沢
  - 帯広
  - 釧路
  - イオンモール札幌発寒
  - イオンモール旭川駅前
  - イオンモール釧路昭和
  -  イオンモール奈良登美ヶ丘イトーヨーカドー帯広店

### バンダレコード
CDショップ&楽器店
- さくら野百貨店弘前店
- 矢巾店 - 2025年2月22日オープン。イオンモール盛岡南3階より矢巾ショッピングモール「アルコ」内・旧マックハウス跡地へ移転。旧イオンモール盛岡南店は2025年1月13日付で閉店し、後継には同年4月25日付で大手楽器店チェーン「島村楽器」が岩手県内初出店。
- 福島西道路店
- 所沢本店
- 本川越ペペ
- ステラタウン大宮
- イオン（仙台中山・東根・福島）
- イオンモール富谷
- イオンモール石巻
- イオンモール利府
- イオンモール名取
- LIVIN田無
- イオンモール土浦
- イオンモールつくば
- 新所沢パルコ
- ららぽーと海老名
- ららぽーと湘南平塚
- ららぽーと新三郷
- イオン板橋
- イオンモール新瑞橋
- イオンモール名古屋茶屋
- イオンモール長久手
- イオン金沢八景
- 三島
- イトーヨーカドー赤羽店
- イオンマリンピア
- 綾瀬タウンヒルズ
- テラスモール松戸

### ライオン堂
CDショップ
- 高宮

### 買取専門店 玉光堂
リユースショップ
- 旭川2・7ビル店
- 札幌四丁目店
- 長野駅前店
- 松本ライオン堂店
- ドン・キホーテ柏駅前店

### スマホファクトリー
iPhone修理ショップ
- 札幌四丁目店
- 旭川2・7ビル店
- 長野駅前店
- 松本ライオン堂店
- ドン・キホーテ柏駅前店

## オンラインストア
- 玉光堂 - Amazon FBA
- フェリスタ - 楽天、ヤフー、Amazon
- バンダレコード - ヤフー、ポンパレモール、Wowma、Wowma for au、Amazon

## エピソード
TBSラジオ『伊集院光深夜の馬鹿力』にて番組のコーナー「今年一番売れてないCD」を調べる際、玉光堂が協力したお礼として第4回放送内でCMが流れたことが有る。